# Songlinpo
Songlinpo (kinesiska: 松林坡) är en etnisk minoritetssocken för bai-, yi- och miao-folken i sydvästra Kina. Den ligger i Hezhang härad i staden Bijie i provinsen Guizhou, omkring 180 kilometer väster om provinshuvudstaden Guiyang.